# District congressionnel des États-Unis
Le district congressionnel (en anglais congressional district) est une circonscription électorale pour la représentation au sein de la Chambre des représentants des États-Unis, chambre basse du Congrès des États-Unis. Le nombre de sièges votants à la Chambre des représentants est actuellement fixé à 435. Chaque État américain possède un certain nombre de districts, proportionnel à son poids démographique au sein des États-Unis, avec au moins un district par État, nombre revu à chaque recensement fédéral décennal, les limites d'un district variant alors en fonction de l'évolution de sa population et du nombre de districts de l'État. Cette proportionnalité reflète qu'au Congrès américain, la Chambre des représentants représente les citoyens américains alors que le Sénat (deux sénateurs par État, quel que soit le poids démographique de celui-ci dans l'Union) représente lui les États américains.
Le district de Columbia (Washington DC) et les territoires des États-Unis (Puerto Rico, Guam, îles Vierges américaines, Mariannes du Nord, Samoa américaines) possèdent également un district congressionnel mais n'envoient qu'un délégué sans droit de vote à la Chambre des représentants.

Nombre de districts par État après le recensement de 2020. En vert les États ayant gagné un siège de représentant, donc un district, supplémentaire. En jaune les États en ayant perdu

## Historique et évolution des districts
Ce nombre a évolué dans l'histoire américaine. Après une augmentation régulière avec l'admission de nouveaux États au sein de l'Union et de l'évolution démographique (59 districts en 1789, 186 en 1820, 394 en 1912 après l'admission de l'Arizona comme 48e État américain), le nombre de districts fut fixé à 435 par la Public Law 62-5 en 1913 après le 13e recensement américain et destiné à ne plus être augmenté. Il passa provisoirement à 437 en 1956 avec l'admission de l'Alaska et d'Hawaii comme 49e et 50e États de l'Union avant de revenir à 435 en 1963 et n'a plus bougé depuis, seule la répartition par État évoluant.
Le nombre des districts par État et leur limite sont revus après chaque recensement fédéral décennal (une obligation constitutionnelle), bien que certains États aient changé les limites d'un district plus d'une fois par recensement. Au recensement de 2010, la moyenne de population pour les 435 districts était de 710 767 habitants. L'Alaska, le Delaware, le Montana, le Dakota du Nord, le Dakota du Sud, le Vermont et le Wyoming ne comptaient qu'un seul district contre 53 pour la Californie (un de plus après le dernier recensement), 36 pour le Texas (quatre de plus), 29 pour l'État de New York (deux de moins) et 27 pour la Floride (deux de plus), ces quatre seuls états élisant un tiers des représentants à la Chambre.
Chaque district est numéroté par État. On parle ainsi par exemple du 1er district, du 2e district et du 3e district du Nevada. Lorsqu'il n'y a qu'un seul district dans un État, il est dit At-large (que l'on peut traduire par entier ou général), par exemple, le district congressionnel at-large du Montana (Montana's at-large congressional district)
Les limites de chaque district changent lors des redécoupages électoraux. Ainsi dans le temps, la région et la sociologie de la population représentées dans un district peuvent varier sensiblement. À noter que des districts peuvent parfois changer de numéro alors que leur délimitation n'a pas évolué.
Lors de ces redécoupages, certains districts disparaissent, on parle alors de districts obsolètes (obsolete districts) : par exemple les 4e, 5e et 6e districts du Nebraska n'existent plus (le Nebraska est passé de 6 à 3 districts pour respecter son poids démographique au sein des États-Unis). Il existe ainsi 221 districts obsolètes aux États-Unis.

## Statistiques
Lors du recensement de 2010:
- La population moyenne par district était de  710 767 habitants (646 946 en 2000)[1]
- État ayant le plus de districts: Californie avec 53 districts (idem en 2000 avec le même nombre de districts)
- État avec un seul district (At-large): Alaska, Delaware, Montana, Dakota du Nord, Dakota du Sud, Vermont, et Wyoming. L'Alaska, le Delaware et le Wyoming sont les trois seuls états à avoir eu qu'un seul district dans leur histoire. Entre 1810 et 1820, le Delaware avait deux représentants mais élus chacun sur l'ensemble de l'État (at-large).
- District ayant la plus grande superficie : District congressionnel at-large d'Alaska
- District ayant la plus petite superficie : 13e district congressionnel de l'État de New York[1] (en 2000, c'était le 15e district de ce même État[2])
- District le plus peuplé : District congressionnel at-large du Montana avec 994 416 habitants[1] (idem en 2000 avec 905 316 habitants)
- District le moins peuplé: 1er district du Rhode Island avec 526 283 habitants[1] (en 2000, district congressionnel at-large du Wyoming avec 495 304 habitants)
- District le plus ancien: District congressionnel at-large du Delaware (même frontière, celle de l'État, depuis 1789)

## Liste des districts

### Alabama
| Nom                        | Années                                                          | Obsolète | Carte |
| -------------------------- | --------------------------------------------------------------- | -------- | ----- |
| At-large (territoire) (en) | 1818 à 1819                                                     | Oui      |       |
| At-large (en)              | 1819 à 1823, 1841 à 1843, 1873 à 1877, 1913 à 1917, 1963 à 1965 | Oui      |       |
| 1er district               | 1823 à 1841, 1843 à 1963, 1965 à ?                              | Non      |       |
| 2e district                | 1823 à 1841, 1843 à 1963, 1965 à ?                              | Non      |       |
| 3e district                | 1823 à 1841, 1843 à 1963, 1965 à ?                              | Non      |       |
| 4e district                | 1833 à 1841, 1843 à 1963, 1965 à ?                              | Non      |       |
| 5e district                | 1833 à 1841, 1843 à 1963, 1965 à ?                              | Non      |       |
| 6e district                | 1843 à 1963, 1965 à ?                                           | Non      |       |
| 7e district                | 1843 à 1863, 1877 à 1963, 1965 à ?                              | Non      |       |
| 8e district (en)           | 1877 à 1963, 1965 à 1973                                        | Oui      |       |
| 9e district (en)           | 1893 à 1963                                                     | Oui      |       |
| 10e district (en)          | 1917 à 1933                                                     | Oui      |       |

### Alaska
| Nom                        | Années      | Obsolète | Carte |
| -------------------------- | ----------- | -------- | ----- |
| At-large (territoire) (en) | 1906 à 1959 | Oui      |       |
| At-large                   | 1959 à ?    | Non      |       |

### Arizona
| Nom                        | Années      | Obsolète | Carte |
| -------------------------- | ----------- | -------- | ----- |
| At-large (territoire) (en) | 1863 à 1912 | Oui      |       |
| At-large (en)              | 1912 à 1949 | Oui      |       |
| 1er district               | 1949 à ?    | Non      |       |
| 2e district                | 1949 à ?    | Non      |       |
| 3e district                | 1963 à ?    | Non      |       |
| 4e district                | 1973 à ?    | Non      |       |
| 5e district                | 1983 à ?    | Non      |       |
| 6e district                | 1993 à ?    | Non      |       |
| 7e district                | 2003 à ?    | Non      |       |
| 8e district                | 2003 à ?    | Non      |       |
| 9e district                | 2013 à ?    | Non      |       |

### Arkansas
| Nom                        | Années                                | Obsolète | Carte |
| -------------------------- | ------------------------------------- | -------- | ----- |
| At-large (territoire) (en) | 1819 à 1836                           | Oui      |       |
| At-large (en)              | 1836 à 1853, 1873 à 1875, 1883 à 1885 | Oui      |       |
| 1er district               | 1853 à ?                              | Non      |       |
| 2e district                | 1853 à ?                              | Non      |       |
| 3e district                | 1863 à ?                              | Non      |       |
| 4e district                | 1875 à ?                              | Non      |       |
| 5e district (en)           | 1885 à 1963                           | Oui      |       |
| 6e district (en)           | 1893 à 1963                           | Oui      |       |
| 7e district (en)           | 1903 à 1953                           | Oui      |       |

### Californie
| Nom           | Années                   | Obsolète | Carte |
| ------------- | ------------------------ | -------- | ----- |
| At-large (en) | 1849 à 1865, 1883 à 1885 | Oui      |       |
| 1er district  | 1865 à ?                 | Non      |       |
| 2e district   | 1865 à ?                 | Non      |       |
| 3e district   | 1865 à ?                 | Non      |       |
| 4e district   | 1873 à ?                 | Non      |       |
| 5e district   | 1885 à ?                 | Non      |       |
| 6e district   | 1885 à ?                 | Non      |       |
| 7e district   | 1893 à ?                 | Non      |       |
| 8e district   | 1903 à ?                 | Non      |       |
| 9e district   | 1913 à ?                 | Non      |       |
| 10e district  | 1913 à ?                 | Non      |       |
| 11e district  | 1913 à ?                 | Non      |       |
| 12e district  | 1933 à ?                 | Non      |       |
| 13e district  | 1933 à ?                 | Non      |       |
| 14e district  | 1933 à ?                 | Non      |       |
| 15e district  | 1933 à ?                 | Non      |       |
| 16e district  | 1933 à ?                 | Non      |       |
| 17e district  | 1933 à ?                 | Non      |       |
| 18e district  | 1933 à ?                 | Non      |       |
| 19e district  | 1933 à ?                 | Non      |       |
| 20e district  | 1933 à ?                 | Non      |       |
| 21e district  | 1943 à ?                 | Non      |       |
| 22e district  | 1943 à ?                 | Non      |       |
| 23e district  | 1943 à ?                 | Non      |       |
| 24e district  | 1953 à ?                 | Non      |       |
| 25e district  | 1953 à ?                 | Non      |       |
| 26e district  | 1953 à ?                 | Non      |       |
| 27e district  | 1953 à ?                 | Non      |       |
| 28e district  | 1953 à ?                 | Non      |       |
| 29e district  | 1953 à ?                 | Non      |       |
| 30e district  | 1953 à ?                 | Non      |       |
| 31e district  | 1963 à ?                 | Non      |       |
| 32e district  | 1963 à ?                 | Non      |       |
| 33e district  | 1963 à ?                 | Non      |       |
| 34e district  | 1963 à ?                 | Non      |       |
| 35e district  | 1963 à ?                 | Non      |       |
| 36e district  | 1963 à ?                 | Non      |       |
| 37e district  | 1963 à ?                 | Non      |       |
| 38e district  | 1963 à ?                 | Non      |       |
| 39e district  | 1973 à ?                 | Non      |       |
| 40e district  | 1973 à ?                 | Non      |       |
| 41e district  | 1973 à ?                 | Non      |       |
| 42e district  | 1973 à ?                 | Non      |       |
| 43e district  | 1973 à ?                 | Non      |       |
| 44e district  | 1983 à ?                 | Non      |       |
| 45e district  | 1983 à ?                 | Non      |       |
| 46e district  | 1993 à ?                 | Non      |       |
| 47e district  | 1993 à ?                 | Non      |       |
| 48e district  | 1993 à ?                 | Non      |       |
| 49e district  | 1993 à ?                 | Non      |       |
| 50e district  | 1993 à ?                 | Non      |       |
| 51e district  | 1993 à ?                 | Non      |       |
| 52e district  | 1993 à ?                 | Non      |       |
| 53e district  | 2003 à 2023              | Oui      |       |

### Caroline du Nord
| Nom           | Années                             | Obsolète | Carte |
| ------------- | ---------------------------------- | -------- | ----- |
| At-large (en) | 1883 à 1885                        | Oui      |       |
| 1er district  | 1789 à ?                           | Non      |       |
| 2e district   | 1789 à ?                           | Non      |       |
| 3e district   | 1789 à ?                           | Non      |       |
| 4e district   | 1789 à                             | Non      |       |
| 5e district   | 1789 à ?                           | Non      |       |
| 6e district   | 1793 à ?                           | Non      |       |
| 7e district   | 1793 à ?                           | Non      |       |
| 8e district   | 1793 à 1863, 1873 à ?              | Non      |       |
| 9e district   | 1793 à 1853, 1885 à ?              | Non      |       |
| 10e district  | 1793 à 1843, 1903 à ?              | Non      |       |
| 11e district  | 1803 à 1843, 1933 à ?              | Non      |       |
| 12e district  | 1803 à 1843, 1943 à 1963, 1993 à ? | Non      |       |
| 13e district  | 1813 à 1843, 2003 à ?              | Non      |       |
| 14e district  | 2023 à ?                           | Non      |       |

### Caroline du Sud
| Nom              | Années                             | Obsolète | Carte |
| ---------------- | ---------------------------------- | -------- | ----- |
| At-large (en)    | 1873 à 1875                        | Oui      |       |
| 1er district     | 1789 à ?                           | Non      |       |
| 2e district      | 1789 à ?                           | Non      |       |
| 3e district      | 1789 à ?                           | Non      |       |
| 4e district      | 1789 à ?                           | Non      |       |
| 5e district      | 1789 à 1863, 1875 à ?              | Non      |       |
| 6e district      | 1793 à 1863, 1883 à ?              | Non      |       |
| 7e district      | 1803 à 1853, 1883 à 1933, 2013 à ? | Non      |       |
| 8e district (en) | 1803 à 1843                        | Oui      |       |
| 9e district (en) | 1813 à 1843                        | Oui      |       |

### Colorado
| Nom                        | Années                   | Obsolète | Carte |
| -------------------------- | ------------------------ | -------- | ----- |
| At-large (territoire) (en) | 1861 à 1876              | Oui      |       |
| At-large (en)              | 1876 à 1893, 1903 à 1915 | Oui      |       |
| 1er district               | 1893 à ?                 | Non      |       |
| 2e district                | 1893 à ?                 | Non      |       |
| 3e district                | 1915 à ?                 | Non      |       |
| 4e district                | 1915 à ?                 | Non      |       |
| 5e district                | 1973 à ?                 | Non      |       |
| 6e district                | 1983 à ?                 | Non      |       |
| 7e district                | 2003 à ?                 | Non      |       |
| 8e district                | 2023 à ?                 | Non      |       |

### Connecticut
| Nom              | Années                                | Obsolète | Carte |
| ---------------- | ------------------------------------- | -------- | ----- |
| At-large (en)    | 1789 à 1837, 1903 à 1913, 1933 à 1965 | Oui      |       |
| 1er district     | 1837 à ?                              | Non      |       |
| 2e district      | 1837 à ?                              | Non      |       |
| 3e district      | 1837 à ?                              | Non      |       |
| 4e district      | 1837 à ?                              | Non      |       |
| 5e district      | 1837 à 1843, 1913 à ?                 | Non      |       |
| 6e district (en) | 1837 à 1843, 1965 à 2003              | Oui      |       |

### Dakota du Nord
| Nom                                  | Années                             | Obsolète | Carte |
| ------------------------------------ | ---------------------------------- | -------- | ----- |
| At-large (territoire du Dakota) (en) | 1861 à 1889                        | Oui      |       |
| At-large                             | 1889 à 1913, 1933 à 1963, 1973 à ? | Non      |       |
| 1er district (en)                    | 1913 à 1933, 1963 à 1973           | Oui      |       |
| 2e district (en)                     | 1913 à 1933, 1963 à 1973           | Oui      |       |
| 3e district (en)                     | 1913 à 1933                        | Oui      |       |

### Dakota du Sud
| Nom                                  | Années                | Obsolète | Carte |
| ------------------------------------ | --------------------- | -------- | ----- |
| At-large (territoire du Dakota) (en) | 1861 à 1889           | Oui      |       |
| At-large                             | 1889 à 1913, 1983 à ? | Non      |       |
| 1er district                         | 1913 à 1983           | Oui      |       |
| 2e district (en)                     | 1913 à 1983           | Oui      |       |
| 3e district (en)                     | 1913 à 1933           | Oui      |       |

### Delaware
| Nom      | Années   | Obsolète | Carte |
| -------- | -------- | -------- | ----- |
| At-large | 1789 à ? | Non      |       |

### Floride
| Nom                        | Années                                             | Obsolète | Carte |
| -------------------------- | -------------------------------------------------- | -------- | ----- |
| At-large (territoire) (en) | 1822 à 1845                                        | Oui      |       |
| At-large (en)              | 1845 à 1875, 1913 à 1915, 1933 à 1937, 1943 à 1945 | Oui      |       |
| 1er district               | 1875 à ?                                           | Non      |       |
| 2e district                | 1875 à ?                                           | Non      |       |
| 3e distric                 | 1903 à ?                                           | Non      |       |
| 4e district                | 1915 à ?                                           | Non      |       |
| 5e district                | 1937 à ?                                           | Non      |       |
| 6e district                | 1945 à ?                                           | Non      |       |
| 7e district                | 1953 à ?                                           | Non      |       |
| 8e district                | 1953 à ?                                           | Non      |       |
| 9e district                | 1963 à ?                                           | Non      |       |
| 10e district               | 1963 à ?                                           | Non      |       |
| 11e district               | 1963 à ?                                           | Non      |       |
| 12e district               | 1963 à ?                                           | Non      |       |
| 13e district               | 1973 à ?                                           | Non      |       |
| 14e district               | 1973 à ?                                           | Non      |       |
| 15e district               | 1973 à ?                                           | Non      |       |
| 16e district               | 1983 à ?                                           | Non      |       |
| 17e district               | 1983 à ?                                           | Non      |       |
| 18e district               | 1983 à ?                                           | Non      |       |
| 19e district               | 1983 à ?                                           | Non      |       |
| 20e district               | 1993 à ?                                           | Non      |       |
| 21e district               | 1993 à ?                                           | Non      |       |
| 22e district               | 1993 à ?                                           | Non      |       |
| 23e district               | 1993 à ?                                           | Non      |       |
| 24e district               | 2003 à ?                                           | Non      |       |
| 25e district               | 2003 à ?                                           | Non      |       |
| 26e district               | 2013 à ?                                           | Non      |       |
| 27e district               | 2013 à ?                                           | Non      |       |
| 28e district               | 2023 à ?                                           | Non      |       |

### Géorgie
| Nom           | Années                                | Obsolète | Carte |
| ------------- | ------------------------------------- | -------- | ----- |
| At-large (en) | 1793 à 1827, 1829 à 1845, 1883 à 1885 | Oui      |       |
| 1er district  | 1789 à 1793, 1827 à 1829, 1845 à ?    | Non      |       |
| 2e district   | 1789 à 1793, 1827 à 1829, 1845 à ?    | Non      |       |
| 3e district   | 1789 à 1793, 1827 à 1829, 1845 à ?    | Non      |       |
| 4e district   | 1827 à 1829, 1845 à ?                 | Non      |       |
| 5e district   | 1827 à 1829, 1845 à ?                 | Non      |       |
| 6e district   | 1827 à 1829, 1845 à ?                 | Non      |       |
| 7e district   | 1827 à 1829, 1845 à ?                 | Non      |       |
| 8e district   | 1845 à 1863, 1873 à ?                 | Non      |       |
| 9e district   | 1873 à ?                              | Non      |       |
| 10e district  | 1885 à ?                              | Non      |       |
| 11e district  | 1893 à 1933, 1993 à ?                 | Non      |       |
| 12e district  | 1913 à 1933, 2003 à ?                 | Non      |       |
| 13e district  | 2003 à ?                              | Non      |       |
| 14e district  | 2013 à ?                              | Non      |       |

### Hawaï
| Nom                        | Années      | Obsolète | Carte |
| -------------------------- | ----------- | -------- | ----- |
| At-large (territoire) (en) | 1900 à 1959 | Oui      |       |
| At-large (en)              | 1959 à 1971 | Oui      |       |
| 1er district               | 1971 à ?    | Non      |       |
| 2e district                | 1971 à ?    | Non      |       |

### Idaho
| Nom                   | Années      | Obsolète | Carte |
| --------------------- | ----------- | -------- | ----- |
| At-large (Idaho) (en) | 1864 à 1890 | Oui      |       |
| At-large (en)         | 1890 à 1919 | Oui      |       |
| 1er district          | 1919 à ?    | Non      |       |
| 2e district           | 1919 à ?    | Non      |       |

### Illinois
| Nom                        | Années                                             | Obsolète | Carte |
| -------------------------- | -------------------------------------------------- | -------- | ----- |
| At-large (territoire) (en) | 1812 à 1818                                        | Oui      |       |
| At-large (en)              | 1818 à 1833, 1863 à 1873, 1893 à 1895, 1913 à 1949 | Oui      |       |
| 1er district               | 1833 à ?                                           | Non      |       |
| 2e district                | 1833 à ?                                           | Non      |       |
| 3e district                | 1833 à ?                                           | Non      |       |
| 4e district                | 1843 à ?                                           | Non      |       |
| 5e district                | 1843 à ?                                           | Non      |       |
| 6e district                | 1843 à ?                                           | Non      |       |
| 7e district                | 1843 à ?                                           | Non      |       |
| 8e district                | 1853 à ?                                           | Non      |       |
| 9e district                | 1853 à ?                                           | Non      |       |
| 10e district               | 1863 à ?                                           | Non      |       |
| 11e district               | 1863 à ?                                           | Non      |       |
| 12e district               | 1863 à ?                                           | Non      |       |
| 13e district               | 1863 à ?                                           | Non      |       |
| 14e district               | 1873 à ?                                           | Non      |       |
| 15e district               | 1873 à ?                                           | Non      |       |
| 16e district               | 1873 à ?                                           | Non      |       |
| 17e district               | 1873 à ?                                           | Non      |       |
| 18e district               | 1873 à 2023                                        | Oui      |       |
| 19e district               | 1873 à 2013                                        | Oui      |       |
| 20e district (en)          | 1883 à 2003                                        | Oui      |       |
| 21e district (en)          | 1895 à 1993                                        | Oui      |       |
| 22e district (en)          | 1895 à 1993                                        | Oui      |       |
| 23e district (en)          | 1903 à 1983                                        | Oui      |       |
| 24e district (en)          | 1903 à 1983                                        | Oui      |       |
| 25e district (en)          | 1903 à 1963                                        | Oui      |       |
| 26e district (en)          | 1949 à 1953                                        | Oui      |       |

### Indiana
| Nom                        | Années                   | Obsolète | Carte |
| -------------------------- | ------------------------ | -------- | ----- |
| At-large (territoire) (en) | 1805 à 1816              | Oui      |       |
| At-large (en)              | 1816 à 1823, 1873 à 1875 | Oui      |       |
| 1er district               | 1823 à ?                 | Non      |       |
| 2e district                | 1823 à ?                 | Non      |       |
| 3e district                | 1823 à ?                 | Non      |       |
| 4e district                | 1833 à ?                 | Non      |       |
| 5e district                | 1833 à ?                 | Non      |       |
| 6e district                | 1833 à ?                 | Non      |       |
| 7e district                | 1833 à ?                 | Non      |       |
| 8e district                | 1843 à ?                 | Non      |       |
| 9e district                | 1843 à ?                 | Non      |       |
| 10e district (en)          | 1843 à 2003              | Oui      |       |
| 11e district (en)          | 1853 à 1983              | Oui      |       |
| 12e district (en)          | 1875 à 1943              | Oui      |       |
| 13e district (en)          | 1875 à 1933              | Oui      |       |

### Iowa
| Nom                        | Années      | Obsolète | Carte |
| -------------------------- | ----------- | -------- | ----- |
| At-large (territoire) (en) | 1838 à 1846 | Oui      |       |
| At-large (en)              | 1846 à 1847 | Oui      |       |
| 1er district               | 1847 à ?    | Non      |       |
| 2e district                | 1847 à ?    | Non      |       |
| 3e district                | 1863 à ?    | Non      |       |
| 4e district                | 1863 à ?    | Non      |       |
| 5e district (en)           | 1863 à 2013 | Oui      |       |
| 6e district (en)           | 1863 à 1993 | Oui      |       |
| 7e district (en)           | 1873 à 1973 | Oui      |       |
| 8e district (en)           | 1873 à 1963 | Oui      |       |
| 9e district (en)           | 1873 à 1943 | Oui      |       |
| 10e district (en)          | 1883 à 1933 | Oui      |       |
| 11e district (en)          | 1883 à 1933 | Oui      |       |

### Kansas
| Nom                        | Années                                | Obsolète | Carte |
| -------------------------- | ------------------------------------- | -------- | ----- |
| At-large (territoire) (en) | 1854 à 1861                           | Oui      |       |
| At-large (en)              | 1861 à 1875, 1883 à 1885, 1893 à 1907 | Oui      |       |
| 1er district               | 1875 à ?                              | Non      |       |
| 2e district                | 1875 à ?                              | Non      |       |
| 3e district                | 1875 à ?                              | Non      |       |
| 4e district                | 1885 à ?                              | Non      |       |
| 5e district (en)           | 1885 à 1993                           | Oui      |       |
| 6e district (en)           | 1885 à 1963                           | Oui      |       |
| 7e district (en)           | 1885 à 1943                           | Oui      |       |
| 8e district (en)           | 1907 à 1933                           | Oui      |       |

### Kentucky
| Nom               | Années                   | Obsolète | Carte |
| ----------------- | ------------------------ | -------- | ----- |
| At-large (en)     | 1933 à 1935              | Oui      |       |
| 1er district      | 1792 à 1933, 1935 à ?    | Non      |       |
| 2e district       | 1792 à 1933, 1935 à ?    | Non      |       |
| 3e district       | 1803 à 1933, 1935 à ?    | Non      |       |
| 4e district       | 1803 à 1933, 1935 à ?    | Non      |       |
| 5e district       | 1803 à 1933, 1935 à ?    | Non      |       |
| 6e district       | 1803 à 1933, 1935 à ?    | Non      |       |
| 7e district (en)  | 1813 à 1933, 1935 à 1993 | Oui      |       |
| 8e district (en)  | 1813 à 1933, 1935 à 1963 | Oui      |       |
| 9e district (en)  | 1813 à 1933, 1935 à 1953 | Oui      |       |
| 10e district (en) | 1813 à 1863, 1873 à 1933 | Oui      |       |
| 11e district (en) | 1823 à 1843, 1883 à 1933 | Oui      |       |
| 12e district (en) | 1823 à 1843              | Oui      |       |
| 13e district (en) | 1833 à 1843              | Oui      |       |

### Louisiane
| Nom                                  | Années                   | Obsolète | Carte |
| ------------------------------------ | ------------------------ | -------- | ----- |
| At-large (territoire d'Orléans) (en) | 1806 à 1812              | Oui      |       |
| At-large (en)                        | 1812 à 1823, 1873 à 1875 | Oui      |       |
| 1er district                         | 1823 à ?                 | Non      |       |
| 2e district                          | 1823 à ?                 | Non      |       |
| 3e district                          | 1823 à ?                 | Non      |       |
| 4e district                          | 1843 à ?                 | Non      |       |
| 5e district                          | 1863 à ?                 | Non      |       |
| 6e district                          | 1875 à ?                 | Non      |       |
| 7e district (en)                     | 1903 à 2013              | Oui      |       |
| 8e district (en)                     | 1913 à 1993              | Oui      |       |

### Maine
| Nom              | Années                   | Obsolète | Carte |
| ---------------- | ------------------------ | -------- | ----- |
| At-large (en)    | 1820 à 1821, 1883 à 1885 | Oui      |       |
| 1er district     | 1821 à 1883, 1885 à ?    | Non      |       |
| 2e district      | 1821 à 1883, 1885 à ?    | Non      |       |
| 3e district (en) | 1821 à 1883, 1885 à 1963 | Oui      |       |
| 4e district (en) | 1821 à 1883, 1885 à 1933 | Oui      |       |
| 5e district (en) | 1821 à 1883              | Oui      |       |
| 6e district (en) | 1821 à 1863              | Oui      |       |
| 7e district (en) | 1821 à 1853              | Oui      |       |
| 8e district (en) | 1833 à 1843              | Oui      |       |

### Maryland
| Nom           | Années                | Obsolète | Carte |
| ------------- | --------------------- | -------- | ----- |
| At-large (en) | 1963 à 1967           | Oui      |       |
| 1er district  | 1789 à ?              | Non      |       |
| 2e district   | 1789 à ?              | Non      |       |
| 3e district   | 1789 à ?              | Non      |       |
| 4e district   | 1789 à ?              | Non      |       |
| 5e district   | 1789 à ?              | Non      |       |
| 6e district   | 1789 à 1863, 1873 à ? | Non      |       |
| 7e district   | 1793 à 1843, 1953 à ? | Non      |       |
| 8e district   | 1793 à 1835, 1967 à ? | Non      |       |

### Massachusetts
| Nom               | Années                                | Obsolète                 | Carte |
| ----------------- | ------------------------------------- | ------------------------ | ----- |
| At-large (en)     | 1793 à 1795                           | Oui                      |       |
| 1er district      | 1789 à ?                              | Non                      |       |
| 2e district       | 1789 à ?                              | Non                      |       |
| 3e district       | 1789 à ?                              | Non                      |       |
| 4e district       | 1789 à ?                              | Non                      |       |
| 5e district       | 1789 à 1793, 1795 à ?                 | Non                      |       |
| 6e district       | 1789 à 1793, 1795 à ?                 | Non                      |       |
| 7e district       | 1789 à 1793, 1795 à ?                 | Non                      |       |
| 8e district       | 1789 à 1793, 1795 à ?                 | Non                      |       |
| 9e district       | 1795 à ?                              | Non                      |       |
| 10e district (en) | 1795 à 2013                           | Oui                      |       |
| 11e district (en) | 1795 à 1843, 1853 à 1863, 1873 à 1993 | Oui                      |       |
| 12e district (en) | 1795 à 1843, 1883 à 1983              | Oui                      |       |
| 13e district (en) | 1795 à 1833, 1893 à 1963              | Oui                      |       |
| 14e district (en) | 1795 à 1820, 1903 à 1963              | 1795 à 1820, 1903 à 1963 |       |
| 15e district (en) | 1803 à 1820, 1913 à 1943              | 1803 à 1820, 1913 à 1943 |       |
| 16e district (en) | 1803 à 1820, 1913 à 1933              | 1803 à 1820, 1913 à 1933 |       |
| 17e district (en) | 1803 à 1820                           | Oui                      |       |
| 18e district (en) | 1813 à 1820                           | Oui                      |       |
| 19e district (en) | 1813 à 1820                           | Oui                      |       |
| 20e district (en) | 1813 à 1820                           | Oui                      |       |

### Michigan
| Nom                        | Années                                | Obsolète | Carte |
| -------------------------- | ------------------------------------- | -------- | ----- |
| At-large (territoire) (en) | 1819 à 1837                           | Oui      |       |
| At-large (en)              | 1837 à 1843, 1913 à 1915, 1963 à 1965 | Oui      |       |
| 1er district               | 1843 à ?                              | Non      |       |
| 2e district                | 1843 à ?                              | Non      |       |
| 3e district                | 1843 à ?                              | Non      |       |
| 4e district                | 1853 à ?                              | Non      |       |
| 5e district                | 1863 à ?                              | Non      |       |
| 6e district                | 1863 à ?                              | Non      |       |
| 7e district                | 1873 à ?                              | Non      |       |
| 8e district                | 1873 à ?                              | Non      |       |
| 9e district                | 1873 à ?                              | Non      |       |
| 10e district               | 1883 à ?                              | Non      |       |
| 11e district               | 1883 à ?                              | Non      |       |
| 12e district               | 1893 à ?                              | Non      |       |
| 13e district               | 1915 à ?                              | Non      |       |
| 14e district               | 1933 à 2023                           | Oui      |       |
| 15e district (en)          | 1933 à 2013                           | Oui      |       |
| 16e district (en)          | 1933 à 2003                           | Oui      |       |
| 17e district (en)          | 1933 à 1993                           | Oui      |       |
| 18e district (en)          | 1953 à 1993                           | Oui      |       |
| 19e district (en)          | 1965 à 1983                           | Oui      |       |

### Minnesota
| Nom                        | Années                                | Obsolète | Carte |
| -------------------------- | ------------------------------------- | -------- | ----- |
| At-large (territoire) (en) | 1849 à 1858                           | Oui      |       |
| At-large (en)              | 1858 à 1863, 1913 à 1915, 1933 à 1935 | Oui      |       |
| 1er district               | 1863 à 1933, 1935 à ?                 | Non      |       |
| 2e district                | 1863 à 1933, 1935 à ?                 | Non      |       |
| 3e district                | 1873 à 1933, 1935 à ?                 | Non      |       |
| 4e district                | 1883 à 1933, 1935 à ?                 | Non      |       |
| 5e district                | 1883 à 1933, 1935 à ?                 | Non      |       |
| 6e district                | 1893 à 1933, 1935 à ?                 | Non      |       |
| 7e district                | 1893 à 1933, 1935 à ?                 | Non      |       |
| 8e district                | 1903 à 1933, 1935 à ?                 | Non      |       |
| 9e district (en)           | 1903 à 1933, 1935 à 1963              | Oui      |       |
| 10e district (en)          | 1915 à 1933                           | Oui      |       |

### Mississippi
| Nom                        | Années                   | Obsolète | Carte |
| -------------------------- | ------------------------ | -------- | ----- |
| At-large (territoire) (en) | 1801 à 1817              | Oui      |       |
| At-large (en)              | 1817 à 1847, 1853 à 1855 | Oui      |       |
| 1er district               | 1847 à ?                 | Non      |       |
| 2e district                | 1847 à ?                 | Non      |       |
| 3e district                | 1847 à ?                 | Non      |       |
| 4e district                | 1847 à ?                 | Non      |       |
| 5e district (en)           | 1855 à 2003              | Oui      |       |
| 6e district (en)           | 1873 à 1963              | Oui      |       |
| 7e district (en)           | 1883 à 1953              | Oui      |       |
| 8e district (en)           | 1903 à 1933              | Oui      |       |

### Missouri
| Nom                        | Années                   | Obsolète | Carte |
| -------------------------- | ------------------------ | -------- | ----- |
| At-large (territoire) (en) | 1812 à 1821              | Oui      |       |
| At-large (en)              | 1821 à 1847, 1933 à 1935 | Oui      |       |
| 1er district               | 1847 à 1933, 1935 à ?    | Non      |       |
| 2e district                | 1847 à 1933, 1935 à ?    | Non      |       |
| 3e district                | 1847 à 1933, 1935 à ?    | Non      |       |
| 4e district                | 1847 à 1933, 1935 à ?    | Non      |       |
| 5e district                | 1847 à 1933, 1935 à ?    | Non      |       |
| 6e district                | 1853 à 1933, 1935 à ?    | Non      |       |
| 7e district                | 1853 à 1933, 1935 à ?    | Non      |       |
| 8e district                | 1863 à 1933, 1935 à ?    | Non      |       |
| 9e district (en)           | 1863 à 1933, 1935 à 2013 | Oui      |       |
| 10e district (en)          | 1873 à 1933, 1935 à 1983 | Oui      |       |
| 11e district (en)          | 1873 à 1933, 1935 à 1963 | Oui      |       |
| 12e district (en)          | 1873 à 1933, 1935 à 1953 | Oui      |       |
| 13e district (en)          | 1873 à 1933, 1935 à 1953 | Oui      |       |
| 14e district (en)          | 1883 à 1933              | Oui      |       |
| 15e district (en)          | 1893 à 1933              | Oui      |       |
| 16e district (en)          | 1903 à 1933              | Oui      |       |

### Montana
| Nom                        | Années                   | Obsolète | Carte |
| -------------------------- | ------------------------ | -------- | ----- |
| At-large (territoire) (en) | 1865 à 1889              | Oui      |       |
| At-large                   | 1889 à 1919, 1993 à 2023 | Oui      |       |
| 1er district               | 1919 à 1993, 2023 à ?    | Non      |       |
| 2e district                | 1919 à 1993, 2023 à ?    | Non      |       |

### Nebraska
| Nom                        | Années      | Obsolète | Carte |
| -------------------------- | ----------- | -------- | ----- |
| At-large (territoire) (en) | 1855 à 1867 | Oui      |       |
| At-large (en)              | 1867 à 1883 | Oui      |       |
| 1er district               | 1883 à ?    | Non      |       |
| 2e district                | 1883 à ?    | Non      |       |
| 3e district                | 1883 à ?    | Non      |       |
| 4e district (en)           | 1893 à 1963 | Oui      |       |
| 5e district (en)           | 1893 à 1943 | Oui      |       |
| 6e district (en)           | 1893 à 1933 | Oui      |       |

### Nevada
| Nom                        | Années      | Obsolète | Carte |
| -------------------------- | ----------- | -------- | ----- |
| At-large (territoire) (en) | 1861 à 1864 | Oui      |       |
| At-large                   | 1864 à 1983 | Oui      |       |
| 1er district               | 1983 à ?    | Non      |       |
| 2e district                | 1983 à ?    | Non      |       |
| 3e district                | 2003 à ?    | Non      |       |
| 4e district                | 2013 à ?    | Non      |       |

### New Hampshire
| Nom              | Années      | Obsolète | Carte |
| ---------------- | ----------- | -------- | ----- |
| At-large (en)    | 1789 à 1847 | Oui      |       |
| 1er district     | 1847 à ?    | Non      |       |
| 2e district      | 1847 à ?    | Non      |       |
| 3e district (en) | 1847 à 1883 | Oui      |       |
| 4e district (en) | 1847 à 1853 | Oui      |       |

### New Jersey
| Nom               | Années                                | Obsolète | Carte |
| ----------------- | ------------------------------------- | -------- | ----- |
| At-large (en)     | 1789 à 1799, 1801 à 1813, 1815 à 1843 | Oui      |       |
| 1er district      | 1799 à 1801, 1813 à 1815, 1843 à ?    | Non      |       |
| 2e district       | 1799 à 1801, 1813 à 1815, 1843 à ?    | Non      |       |
| 3e district       | 1799 à 1801, 1813 à 1815, 1843 à ?    | Non      |       |
| 4e district       | 1799 à 1801, 1843 à ?                 | Non      |       |
| 5e district       | 1799 à 1801, 1843 à ?                 | Non      |       |
| 6e district       | 1873 à ?                              | Non      |       |
| 7e district       | 1873 à ?                              | Non      |       |
| 8e district       | 1893 à ?                              | Non      |       |
| 9e district       | 1903 à ?                              | Non      |       |
| 10e district      | 1903 à ?                              | Non      |       |
| 11e district      | 1913 à ?                              | Non      |       |
| 12e district      | 1913 à ?                              | Non      |       |
| 13e district (en) | 1933 à 2013                           | Oui      |       |
| 14e district (en) | 1933 à 1993                           | Oui      |       |
| 15e district (en) | 1963 à 1983                           | Oui      |       |

### New York
| Nom               | Années                                | Obsolète | Carte |
| ----------------- | ------------------------------------- | -------- | ----- |
| At-large (en)     | 1873 à 1875, 1883 à 1885, 1933 à 1945 | Oui      |       |
| 1er district      | 1789 à ?                              | Non      |       |
| 2e district       | 1789 à ?                              | Non      |       |
| 3e district       | 1789 à ?                              | Non      |       |
| 4e district       | 1789 à ?                              | Non      |       |
| 5e district       | 1789 à ?                              | Non      |       |
| 6e district       | 1789 à ?                              | Non      |       |
| 7e district       | 1793 à ?                              | Non      |       |
| 8e district       | 1793 à ?                              | Non      |       |
| 9e district       | 1793 à ?                              | Non      |       |
| 10e district      | 1793 à ?                              | Non      |       |
| 11e district      | 1803 à ?                              | Non      |       |
| 12e district      | 1803 à ?                              | Non      |       |
| 13e district      | 1803 à ?                              | Non      |       |
| 14e district      | 1803 à ?                              | Non      |       |
| 15e district      | 1803 à ?                              | Non      |       |
| 16e district      | 1803 à 1809, 1813 à ?                 | Non      |       |
| 17e district      | 1803 à 1809, 1813 à ?                 | Non      |       |
| 18e district      | 1813 à ?                              | Non      |       |
| 19e district      | 1813 à ?                              | Non      |       |
| 20e district      | 1813 à ?                              | Non      |       |
| 21e district      | 1813 à ?                              | Non      |       |
| 22e district      | 1821 à ?                              | Non      |       |
| 23e district      | 1823 à ?                              | Non      |       |
| 24e district      | 1823 à ?                              | Non      |       |
| 25e district      | 1823 à ?                              | Non      |       |
| 26e district      | 1823 à ?                              | Non      |       |
| 27e district      | 1823 à 2023                           | Oui      |       |
| 28e district (en) | 1823 à 2013                           | Oui      |       |
| 29e district (en) | 1823 à 2013                           | Oui      |       |
| 30e district (en) | 1823 à 2003                           | Oui      |       |
| 31e district (en) | 1833 à 2003                           | Oui      |       |
| 32e district (en) | 1833 à 1863, 1873 à 1993              | Oui      |       |
| 33e district (en) | 1833 à 1863, 1875 à 1993              | Oui      |       |
| 34e district (en) | 1843 à 1853, 1885 à 1993              | Oui      |       |
| 35e district (en) | 1903 à 1983                           | Oui      |       |
| 36e district (en) | 1903 à 1983                           | Oui      |       |
| 37e district (en) | 1903 à 1983                           | Oui      |       |
| 38e district (en) | 1913 à 1983                           | Oui      |       |
| 39e district (en) | 1913 à 1983                           | Oui      |       |
| 40e district (en) | 1913 à 1973                           | Oui      |       |
| 41e district (en) | 1913 à 1973                           | Oui      |       |
| 42e district (en) | 1913 à 1963                           | Oui      |       |
| 43e district (en) | 1913 à 1963                           | Oui      |       |
| 44e district (en) | 1945 à 1953                           | Oui      |       |
| 45e district (en) | 1945 à 1953                           | Oui      |       |

### Nouveau-Mexique
| Nom                        | Années      | Obsolète | Carte |
| -------------------------- | ----------- | -------- | ----- |
| At-large (territoire) (en) | 1851 à 1912 | Oui      |       |
| At-large (en)              | 1912 à 1969 | Oui      |       |
| 1er district               | 1969 à ?    | Non      |       |
| 2e district                | 1969 à ?    | Non      |       |
| 3e district                | 1983 à ?    | Non      |       |

### Ohio
| Nom                                      | Années                                             | Obsolète | Carte |
| ---------------------------------------- | -------------------------------------------------- | -------- | ----- |
| At-large (territoire du Nord-Ouest) (en) | 1799 à 1803                                        | Oui      |       |
| At-large (en)                            | 1803 à 1813, 1913 à 1915, 1933 à 1953, 1963 à 1967 | Oui      |       |
| 1er district                             | 1813 à ?                                           | Non      |       |
| 2e district                              | 1813 à ?                                           | Non      |       |
| 3e district                              | 1813 à ?                                           | Non      |       |
| 4e district                              | 1813 à ?                                           | Non      |       |
| 5e district                              | 1813 à ?                                           | Non      |       |
| 6e district                              | 1813 à ?                                           | Non      |       |
| 7e district                              | 1823 à ?                                           | Non      |       |
| 8e district                              | 1823 à ?                                           | Non      |       |
| 9e district                              | 1823 à ?                                           | Non      |       |
| 10e district                             | 1823 à ?                                           | Non      |       |
| 11e district                             | 1823 à ?                                           | Non      |       |
| 12e district                             | 1823 à ?                                           | Non      |       |
| 13e district                             | 1823 à ?                                           | Non      |       |
| 14e district                             | 1823 à ?                                           | Non      |       |
| 15e district                             | 1833 à ?                                           | Non      |       |
| 16e district                             | 1833 à 2023                                        | Oui      |       |
| 17e district (en)                        | 1833 à 2013                                        | Oui      |       |
| 18e district (en)                        | 1833 à 2013                                        | Oui      |       |
| 19e district (en)                        | 1833 à 2003                                        | Oui      |       |
| 20e district (en)                        | 1843 à 1863, 1873 à 1993                           | Oui      |       |
| 21e district (en)                        | 1843 à 1863, 1883 à 1993                           | Oui      |       |
| 22e district (en)                        | 1915 à 1983                                        | Oui      |       |
| 23e district (en)                        | 1953 à 1983                                        | Oui      |       |
| 24e district (en)                        | 1967 à 1973                                        | Oui      |       |

### Oklahoma
| Nom                        | Années                   | Obsolète | Carte |
| -------------------------- | ------------------------ | -------- | ----- |
| At-large (territoire) (en) | 1890 à 1907              | Oui      |       |
| At-large (en)              | 1913 à 1915, 1933 à 1943 | Oui      |       |
| 1er district               | 1907 à ?                 | Non      |       |
| 2e district                | 1907 à ?                 | Non      |       |
| 3e district                | 1907 à ?                 | Non      |       |
| 4e district                | 1907 à ?                 | Non      |       |
| 5e district                | 1907 à ?                 | Non      |       |
| 6e district (en)           | 1915 à 2003              | Oui      |       |
| 7e district (en)           | 1915 à 1953              | Oui      |       |
| 8e district (en)           | 1915 à 1953              | Oui      |       |

### Oregon
| Nom                        | Années      | Obsolète | Carte |
| -------------------------- | ----------- | -------- | ----- |
| At-large (territoire) (en) | 1849 à 1859 | Oui      |       |
| At-large (en)              | 1859 à 1893 | Oui      |       |
| 1er district               | 1893 à ?    | Non      |       |
| 2e district                | 1893 à ?    | Non      |       |
| 3e district                | 1913 à ?    | Non      |       |
| 4e district                | 1943 à ?    | Non      |       |
| 5e district                | 1983 à ?    | Non      |       |
| 6e district                | 2023 à ?    | Non      |       |

### Pennsylvanie
| Nom               | Années                                                                                    | Obsolète | Carte |
| ----------------- | ----------------------------------------------------------------------------------------- | -------- | ----- |
| At-large (en)     | 1789 à 1791, 1793 à 1795, 1873 à 1875, 1883 à 1889, 1893 à 1903, 1913 à 1923, 1943 à 1945 | Oui      |       |
| 1er district      | 1791 à 1793, 1795 à ?                                                                     | Non      |       |
| 2e district       | 1791 à 1793, 1795 à ?                                                                     | Non      |       |
| 3e district       | 1791 à 1793, 1795 à ?                                                                     | Non      |       |
| 4e district       | 1791 à 1793, 1795 à ?                                                                     | Non      |       |
| 5e district       | 1791 à 1793, 1795 à ?                                                                     | Non      |       |
| 6e district       | 1791 à 1793, 1795 à ?                                                                     | Non      |       |
| 7e district       | 1791 à 1793, 1795 à ?                                                                     | Non      |       |
| 8e district       | 1791 à 1793, 1795 à ?                                                                     | Non      |       |
| 9e district       | 1795 à ?                                                                                  | Non      |       |
| 10e district      | 1795 à ?                                                                                  | Non      |       |
| 11e district      | 1795 à ?                                                                                  | Non      |       |
| 12e district      | 1795 à 1803, 1813 à ?                                                                     | Non      |       |
| 13e district      | 1813 à ?                                                                                  | Non      |       |
| 14e district      | 1813 à ?                                                                                  | Non      |       |
| 15e district      | 1813 à ?                                                                                  | Non      |       |
| 16e district      | 1823 à ?                                                                                  | Non      |       |
| 17e district      | 1823 à ?                                                                                  | Non      |       |
| 18e district      | 1823 à 2023                                                                               | Oui      |       |
| 19e district (en) | 1833 à 2013                                                                               | Oui      |       |
| 20e district (en) | 1833 à 2003                                                                               | Oui      |       |
| 21e district (en) | 1833 à 2003                                                                               | Oui      |       |
| 22e district (en) | 1833 à 1993                                                                               | Oui      |       |
| 23e district (en) | 1833 à 1993                                                                               | Oui      |       |
| 24e district (en) | 1833 à 1983                                                                               | Oui      |       |
| 25e district (en) | 1833 à 1843, 1853 à 1863, 1875 à 1983                                                     | Oui      |       |
| 26e district (en) | 1875 à 1973                                                                               | Oui      |       |
| 27e district (en) | 1875 à 1973                                                                               | Oui      |       |
| 28e district (en) | 1889 à 1963                                                                               | Oui      |       |
| 29e district (en) | 1903 à 1963                                                                               | Oui      |       |
| 30e district (en) | 1903 à 1963                                                                               | Oui      |       |
| 31e district (en) | 1903 à 1953                                                                               | Oui      |       |
| 32e district (en) | 1903 à 1953                                                                               | Oui      |       |
| 33e district (en) | 1923 à 1953                                                                               | Oui      |       |
| 34e district (en) | 1923 à 1943                                                                               | Oui      |       |
| 35e district (en) | 1923 à 1933                                                                               | Oui      |       |
| 36e district (en) | 1923 à 1933                                                                               | Oui      |       |

### Rhode Island
| Nom              | Années      | Obsolète | Carte |
| ---------------- | ----------- | -------- | ----- |
| At-large (en)    | 1790 à 1843 | Oui      |       |
| 1er district     | 1843 à ?    | Non      |       |
| 2e district      | 1843 à ?    | Non      |       |
| 3e district (en) | 1913 à 1933 | Oui      |       |

### Tennessee
| Nom                                     | Années                                | Obsolète | Carte |
| --------------------------------------- | ------------------------------------- | -------- | ----- |
| At-large (territoire du Sud-Ouest) (en) | 1794 à 1796                           | Oui      |       |
| At-large (en)                           | 1796 à 1805, 1873 à 1875              | Oui      |       |
| 1er district                            | 1805 à ?                              | Non      |       |
| 2e district                             | 1805 à ?                              | Non      |       |
| 3e district                             | 1805 à ?                              | Non      |       |
| 4e district                             | 1813 à ?                              | Non      |       |
| 5e district                             | 1813 à ?                              | Non      |       |
| 6e district                             | 1813 à ?                              | Non      |       |
| 7e district                             | 1823 à ?                              | Non      |       |
| 8e district                             | 1823 à ?                              | Non      |       |
| 9e district                             | 1823 à 1863, 1873 à 1973, 1983 à ?    | Non      |       |
| 10e district (en)                       | 1833 à 1863, 1875 à 1933, 1943 à 1953 | Oui      |       |
| 11e district (en)                       | 1833 à 1853                           | Oui      |       |
| 12e district (en)                       | 1833 à 1843                           | Oui      |       |
| 13e district (en)                       | 1833 à 1843                           | Oui      |       |

### Texas
| Nom           | Années                                                          | Obsolète | Carte |
| ------------- | --------------------------------------------------------------- | -------- | ----- |
| At-large (en) | 1873 à 1875, 1913 à 1919, 1933 à 1935, 1953 à 1959, 1963 à 1967 | Oui      |       |
| 1er district  | 1845 à ?                                                        | Non      |       |
| 2e district   | 1845 à ?                                                        | Non      |       |
| 3e district   | 1863 à ?                                                        | Non      |       |
| 4e district   | 1863 à ?                                                        | Non      |       |
| 5e district   | 1875 à ?                                                        | Non      |       |
| 6e district   | 1875 à ?                                                        | Non      |       |
| 7e district   | 1883 à ?                                                        | Non      |       |
| 8e district   | 1883 à ?                                                        | Non      |       |
| 9e district   | 1883 à ?                                                        | Non      |       |
| 10e district  | 1883 à ?                                                        | Non      |       |
| 11e district  | 1883 à ?                                                        | Non      |       |
| 12e district  | 1893 à ?                                                        | Non      |       |
| 13e district  | 1893 à ?                                                        | Non      |       |
| 14e district  | 1903 à ?                                                        | Non      |       |
| 15e district  | 1903 à ?                                                        | Non      |       |
| 16e district  | 1903 à ?                                                        | Non      |       |
| 17e district  | 1919 à ?                                                        | Non      |       |
| 18e district  | 1919 à ?                                                        | Non      |       |
| 19e district  | 1935 à ?                                                        | Non      |       |
| 20e district  | 1935 à ?                                                        | Non      |       |
| 21e district  | 1935 à ?                                                        | Non      |       |
| 22e district  | 1959 à ?                                                        | Non      |       |
| 23e district  | 1967 à ?                                                        | Non      |       |
| 24e district  | 1973 à ?                                                        | Non      |       |
| 25e district  | 1983 à ?                                                        | Non      |       |
| 26e district  | 1983 à ?                                                        | Non      |       |
| 27e district  | 1983 à ?                                                        | Non      |       |
| 28e district  | 1993 à ?                                                        | Non      |       |
| 29e district  | 1993 à ?                                                        | Non      |       |
| 30e district  | 1993 à ?                                                        | Non      |       |
| 31e district  | 2003 à ?                                                        | Non      |       |
| 32e district  | 2003 à ?                                                        | Non      |       |
| 33e district  | 2013 à ?                                                        | Non      |       |
| 34e district  | 2013 à ?                                                        | Non      |       |
| 35e district  | 2013 à ?                                                        | Non      |       |
| 36e district  | 2013 à ?                                                        | Non      |       |
| 37e district  | 2023 à ?                                                        | Non      |       |
| 38e district  | 2023 à ?                                                        | Non      |       |

### Utah
| Nom                        | Années      | Obsolète | Carte |
| -------------------------- | ----------- | -------- | ----- |
| At-large (territoire) (en) | 1851 à 1896 | Oui      |       |
| At-large (en)              | 1896 à 1913 | Oui      |       |
| 1er district               | 1913 à ?    | Non      |       |
| 2e district                | 1913 à ?    | Non      |       |
| 3e district                | 1983 à ?    | Non      |       |
| 4e district                | 2013 à ?    | Non      |       |

### Vermont
| Nom               | Années                                | Obsolète | Carte |
| ----------------- | ------------------------------------- | -------- | ----- |
| At-large          | 1813 à 1821, 1823 à 1825, 1933 à ?    | Non      |       |
| 1er district (en) | 1791 à 1813, 1821 à 1823, 1825 à 1933 | Oui      |       |
| 2e district (en)  | 1791 à 1813, 1821 à 1823, 1825 à 1933 | Oui      |       |
| 3e district (en)  | 1803 à 1813, 1821 à 1823, 1825 à 1883 | Oui      |       |
| 4e district (en)  | 1803 à 1813, 1821 à 1823, 1825 à 1853 | Oui      |       |
| 5e district (en)  | 1821 à 1823, 1825 à 1843              | Oui      |       |
| 6e district (en)  | 1821 à 1823                           | Oui      |       |

### Virginie
| Nom               | Années                             | Obsolète | Carte |
| ----------------- | ---------------------------------- | -------- | ----- |
| At-large (en)     | 1883 à 1885, 1933 à 1935           | Oui      |       |
| 1er district      | 1789 à 1933, 1935 à ?              | Non      |       |
| 2e district       | 1789 à 1933, 1935 à ?              | Non      |       |
| 3e district       | 1789 à 1933, 1935 à ?              | Non      |       |
| 4e district       | 1789 à 1933, 1935 à ?              | Non      |       |
| 5e district       | 1789 à 1933, 1935 à ?              | Non      |       |
| 6e district       | 1789 à 1933, 1935 à ?              | Non      |       |
| 7e district       | 1789 à 1933, 1935 à ?              | Non      |       |
| 8e district       | 1789 à 1933, 1935 à ?              | Non      |       |
| 9e district       | 1789 à 1863, 1873 à 1933, 1935 à ? | Non      |       |
| 10e district      | 1789 à 1863, 1885 à 1933, 1953 à ? | Non      |       |
| 11e district      | 1793 à 1863, 1993 à ?              | Non      |       |
| 12e district (en) | 1793 à 1863                        | Oui      |       |
| 13e district (en) | 1793 à 1863                        | Oui      |       |
| 14e district (en) | 1793 à 1853                        | Oui      |       |
| 16e district (en) | 1793 à 1843                        | Oui      |       |
| 17e district (en) | 1793 à 1843                        | Oui      |       |
| 18e district (en) | 1793 à 1843                        | Oui      |       |
| 19e district (en) | 1793 à 1843                        | Oui      |       |
| 20e district (en) | 1803 à 1843                        | Oui      |       |
| 21e district (en) | 1803 à 1843                        | Oui      |       |
| 22e district (en) | 1803 à 1833                        | Oui      |       |
| 23e district (en) | 1813 à 1823                        | Oui      |       |

### Virginie-Occidentale
| Nom              | Années      | Obsolète | Carte |
| ---------------- | ----------- | -------- | ----- |
| At-large (en)    | 1913 à 1917 | Oui      |       |
| 1er district     | 1863 à ?    | Non      |       |
| 2e district      | 1863 à ?    | Non      |       |
| 3e district      | 1863 à 2023 | Oui      |       |
| 4e district (en) | 1883 à 1993 | Oui      |       |
| 5e district (en) | 1903 à 1973 | Oui      |       |
| 6e district (en) | 1917 à 1963 | Oui      |       |

### Washington
| Nom                        | Années                                | Obsolète | Carte |
| -------------------------- | ------------------------------------- | -------- | ----- |
| At-large (territoire) (en) | 1854 à 1889                           | Oui      |       |
| At-large (en)              | 1889 à 1909, 1913 à 1915, 1953 à 1959 | Oui      |       |
| 1er district               | 1909 à ?                              | Non      |       |
| 2e district                | 1909 à ?                              | Non      |       |
| 3e district                | 1909 à ?                              | Non      |       |
| 4e district                | 1915 à ?                              | Non      |       |
| 5e district                | 1915 à ?                              | Non      |       |
| 6e district                | 1933 à ?                              | Non      |       |
| 7e district                | 1959 à ?                              | Non      |       |
| 8e district                | 1983 à ?                              | Non      |       |
| 9e district                | 1993 à ?                              | Non      |       |
| 10e district               | 2013 à ?                              | Non      |       |

### Wisconsin
| Nom               | Années      | Obsolète | Carte |
| ----------------- | ----------- | -------- | ----- |
| 1er district      | 1848 à ?    | Non      |       |
| 2e district       | 1848 à ?    | Non      |       |
| 3e district       | 1849 à ?    | Non      |       |
| 4e district       | 1863 à ?    | Non      |       |
| 5e district       | 1863 à ?    | Non      |       |
| 6e district       | 1863 à ?    | Non      |       |
| 7e district       | 1873 à ?    | Non      |       |
| 8e district       | 1873 à ?    | Non      |       |
| 9e district (en)  | 1883 à 2003 | Oui      |       |
| 10e district (en) | 1893 à 1973 | Oui      |       |
| 11e district (en) | 1903 à 1933 | Oui      |       |

### Wyoming
| Nom                        | Années      | Obsolète | Carte |
| -------------------------- | ----------- | -------- | ----- |
| At-large (territoire) (en) | 1869 à 1890 | Oui      |       |
| At-large                   | 1890 à ?    | Non      |       |

## Délégations non-votantes
Districts actuels
- District congressionnel at-large des Samoa américaines
- District congressionnel at-large du District de Columbia
- District congressionnel at-large de Guam
- District congressionnel at-large des Îles Mariannes du Nord
- District congressionnel at-large de Porto Rico
- District congressionnel at-large des Îles Vierges des États-Unis

Districts supprimés
- District congressionnel at-large du Territoire du Nord-Ouest, obsolète depuis le 3 mars 1803
- District congressionnel at-large du Territoire d'Orléans, obsolète depuis le 3 mars 1811
- District congressionnel at-large du Territoire du Dakota, obsolète depuis le 2 novembre 1889
- District congressionnel at-large des Philippines, obsolète depuis le 4 juillet 1946

## Compléments

#### Comparaisons
- Circonscription électorale fédérale canadienne
- Circonscription législative pour le Parlement européen